# 想 (佛教)
想，佛教術語，五蘊之一，又可稱想陰。想即思想之義，謂意識於六塵相應，對六麎境界取種種相的覺知，又稱取相。為大地法之一。

## 概論
想是一種意識的作用，心對於其對象（境、法）進行認知，這個行為稱為想。它的特色是能夠取相。
六處生起想，各種想的聚集形成想陰，想陰是因為諸根與諸塵接觸而起。形成以自我為中心的想陰，形成想受陰

## 想蘊種類
- 有相想、無相想等[9]
- 六受身：將六根觸六塵境界的想，稱作六想身，也是想陰的一類。[10]
  - 眼想身
  - 耳想身
  - 鼻想身
  - 舌想身
  - 身想身
  - 意想身

## 想蘊體性
- 生滅
- 無常
- 苦
- 空
- 無我[11]